# Santo Domingo (Táchira)
Santo Domingo es un pueblo localizado en el estado Táchira de la República Bolivariana de Venezuela. En esta locación se ubica el Aeropuerto Mayor Buenaventura Vivas, que sirve a la ciudad de San Cristóbal.
- Datos: Q18355013